# Sant’Agostino (Emilia–Romagna)
Sant’Agostino (emilián nyelven Sant Agustén) település Olaszországban, Emilia-Romagna régióban, Ferrara megyében. Lakosainak száma 6842 fő (2017. január 1.). Sant’Agostino Bondeno, Cento, Pieve di Cento, Poggio Renatico, Mirabello és Galliera községekkel határos.

## Népesség
A település lakossága az elmúlt években az alábbi módon változott:

| 2017 | 6 842 |